# Schizophrenia
Schizophrenia es el segundo álbum de estudio de la banda brasileña de thrash metal Sepultura, publicado el 30 de octubre de 1987 a través de la compañía discográfica Cogumelo Records. Es el primer disco con el guitarrista Andreas Kisser, cuyas influencias musicales fueron vitales para que el grupo acogiera un sonido más orientado al thrash metal y abandonara paulatinamente sus raíces de death metal presentes en el álbum debut Morbid Visions.
La mayoría de las canciones del álbum fueron escritas por Kisser y Max Cavalera, y presentan temáticas relacionadas con la locura, el estrés y el caos de las grandes ciudades, además de abordar problemáticas como la brutalidad policial y las injusticias sociales. El disco fue grabado en agosto de 1987 en el estudio J. G. de Belo Horizonte y publicado en Brasil el 30 de octubre del mismo año, alcanzando alrededor de 10 000 copias vendidas.
Tras el lanzamiento, Sepultura obtuvo un contrato de distribución con el sello internacional Roadrunner Records, el cual remasterizó el álbum en 1990 y lo publicó para los mercados de Norteamérica y Europa; la misma discográfica lo reeditó en 1997 con tres pistas adicionales. En 2024, la banda Cavalera, conformada por los hermanos Max e Igor Cavalera, regrabó el disco y lo lanzó al mercado a través del sello Nuclear Blast.
Schizophrenia logró en general una buena recepción de la crítica especializada, que destacó su importancia como uno de los álbumes fundamentales en el desarrollo del thrash metal y lo definió como una obra de transición para Sepultura que dio paso a trabajos de mayor reconocimiento internacional como Beneath the Remains y Arise.

## Antecedentes

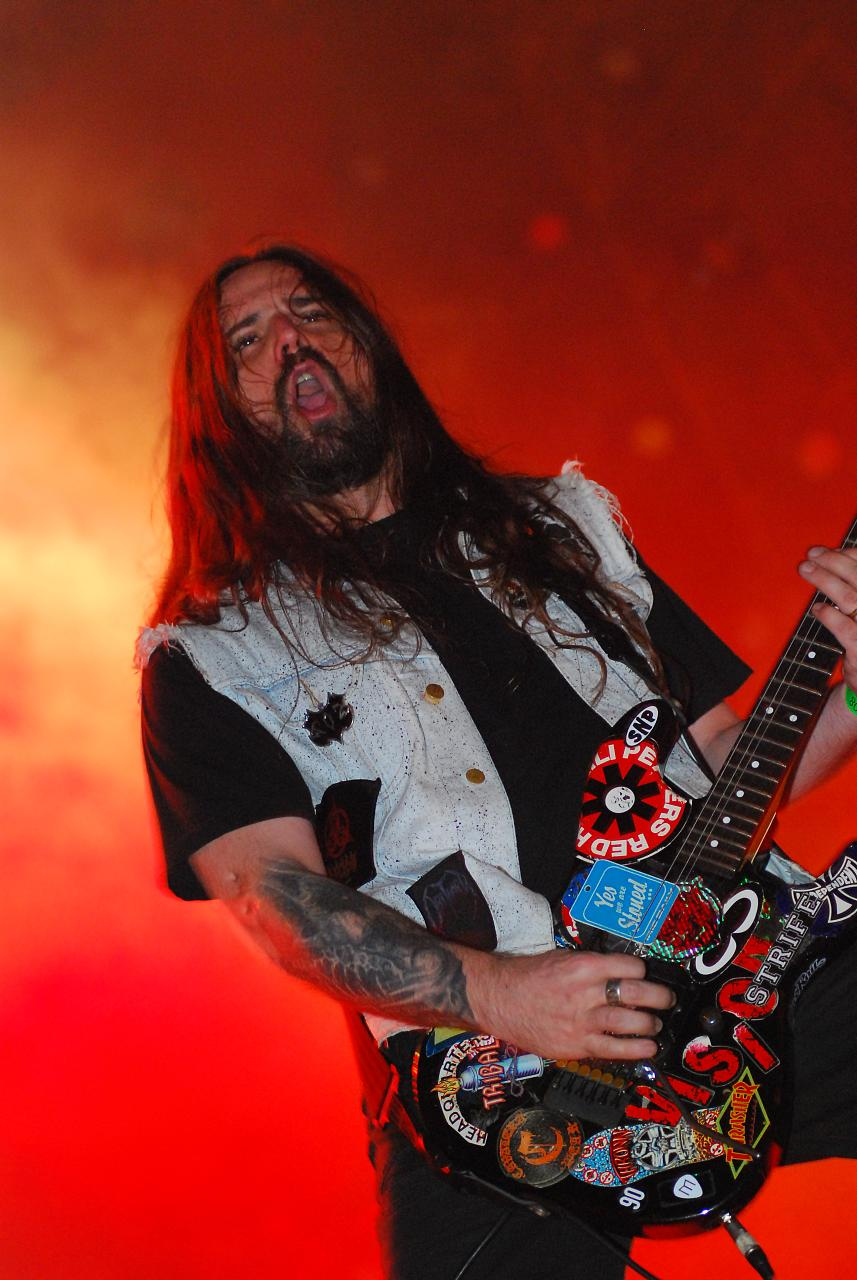
El guitarrista Andreas Kisser se unió a Sepultura en 1987 y fue importante en la evolución del sonido de la banda.

Luego de firmar un contrato con la discográfica Cogumelo Records de Belo Horizonte, Sepultura publicó un EP titulado Bestial Devastation (1985), seguido de su debut en el formato de larga duración Morbid Visions (1986). Ambos trabajos consistían «en un black metal poco elaborado y nada espectacular, que no hacían presagiar el éxito mundial [de Sepultura] en años posteriores», de acuerdo con Eduardo Rivadavia del portal AllMusic. La banda estaba conformada en ese momento por los hermanos Max (voz y guitarra rítmica) e Igor Cavalera (batería), Paulo Jr. (bajo) y Jairo Guedz (guitarra líder), quienes decidieron mudarse de Belo Horizonte a São Paulo tras el lanzamiento de Morbid Visions con el objetivo de profesionalizar su carrera.
Guedz abandonó la formación en 1987 y fue reemplazado por Andreas Kisser, que había trabajado como pipa de Max Cavalera y era por ese entonces el guitarrista de una banda de thrash metal llamada Pestilence. La agrupación, que en ese momento se había establecido en São Paulo, viajó nuevamente a Belo Horizonte para la grabación de Schizophrenia, su segundo álbum de estudio, nuevamente con el sello Cogumelo. Durante esta etapa, Kisser se hospedó en la casa de los Cavalera y, según Max, su madre «lo adoptó como a un tercer hijo».

## Producción y lanzamiento

### Grabación y lanzamiento en Brasil
Schizophrenia fue grabado durante dos días en agosto de 1987 en los estudios J.G. de Belo Horizonte, donde la banda previamente había realizado el EP Bestial Devastation. La grabación se llevó a cabo en una consola de dieciséis pistas y se convirtió en la primera producción a nivel profesional de Cogumelo Records, por lo que el sello «puso todo lo que tenía» para su consecución, según Max Cavalera. Los miembros de la agrupación llevaron al estudio discos compactos de grupos de thrash metal como Anthrax, Metallica y S.O.D. para que el productor Tarso Senrai tuviera una idea del sonido que buscaban.
La banda utilizó un combo de amplificadores Marshall prestado por el guitarrista Cláudio David de la banda Overdose, un kit de batería Yamaha facilitado por un antiguo compañero de banda de Kisser y una guitarra marca Ibanez usada por Cavalera y Kisser durante la grabación. Paulo Jr. tuvo dificultades al momento de registrar sus partes de bajo en lo que él mismo reconoció como una «especie de temor a grabar en el estudio», por lo que Kisser debió llevar a cabo el trabajo.
El disco salió al mercado en Brasil el 30 de octubre de 1987 en formato de vinilo desplegable, vendió alrededor de diez mil copias ahí y contó con una gira de apoyo ante audiencias de hasta dos mil personas. De acuerdo con el escritor Keith Harris, eventos como el festival Rock in Rio ayudaron a popularizar la música rock en Brasil y fueron importantes para el desarrollo de la escena en el país, algo que benefició a Sepultura.

### Lanzamiento en Norteamérica y Europa y reedición de 1997
Don Kaye, periodista de la revista Kerrang!, escuchó por primera vez a Sepultura tras recibir una copia del EP Bestial Devastation de uno de sus contactos en Brasil y recomendó la banda a Monte Conner, quien tenía una incipiente carrera como director ejecutivo de la discográfica de origen neerlandés Roadrunner Records. A comienzos de 1988, Conner presentó una copia de Schizophrenia a Cees Wessels, dueño de la compañía, y tras un viaje de Max Cavalera a Nueva York para ultimar detalles, en marzo la banda firmó un contrato con el sello para la distribución del álbum en Norteamérica y Europa y para la grabación de futuros trabajos discográficos.
Roadrunner estrenó en 1990 una reedición del disco que incluía como pista adicional una nueva versión de la canción «Troops of Doom», originalmente de Morbid Visions. Mike Fuller remasterizó el álbum en agosto del mismo año en el estudio Fullersound de Miami (Florida), Jeff Daniels ejerció como productor y Scott Burns realizó la mezcla en el estudio Morrisound de Tampa (Florida). El disco fue remasterizado nuevamente en 1997 por Roadrunner y publicado como parte de la serie The Sepultura Remasters en formato de disco compacto con la maqueta «The Past Reborns The Storms» y las remezclas de «To the Wall» y «Septic Schizo» como pistas adicionales.

### Regrabación de 2024
Tras publicar nuevas grabaciones de Bestial Devastation y Morbid Visions en 2023, la agrupación Cavalera, conformada por Max e Igor Cavalera, por el guitarrista Travis Stone y por el bajista Igor Amadeus Cavalera, anunció en abril de 2024 la regrabación de Schizophrenia a través de la discográfica Nuclear Blast y publicó el videoclip de la canción «Escape to the Void» como adelanto. El álbum fue publicado el 21 de junio de ese año con la adición de una nueva canción titulada «Nightmares of Delirium». Max Cavalera explicó la decisión de publicar esta regrabación: «Schizophrenia llevaba casi 37 años encerrado en un manicomio. Estoy orgulloso de traerlo al futuro con un sonido moderno, pero sin perder su mentalidad de la vieja escuela».

## Estilo y composición
Según el periodista Malcolm Dome, la banda se inspiró en el álbum Total Schizophrenia de la agrupación italiana Schizo para dar título al disco; no obstante, Max Cavalera afirmó en su autobiografía My Bloody Roots que eligió ese nombre porque alguien le dijo a modo de broma que «parecía un esquizofrénico» por su forma de vestir y de actuar.
La llegada de Kisser representó un avance en el sonido de Sepultura, pues el guitarrista aportó «elementos de thrash metal que antes no estaban allí y la música se volvió más compleja», de acuerdo con Cavalera. El músico también aseguró que la combinación entre death metal y thrash metal presente en el disco se debió a la variedad de influencias: por un lado, los miembros de Sepultura solían escuchar a grupos como Morbid Angel, Celtic Frost, Death y Bathory, mientras que Kisser prefería el sonido de artistas como Ozzy Osbourne, Slayer o Metallica. Cavalera confesó que, aunque se sentía orgulloso de la crudeza de Morbid Visions, creía que la banda debía progresar musicalmente para alcanzar un mayor reconocimiento. Eduardo Rivadavia reconoció el salto de calidad de la agrupación en comparación con sus primeros trabajos y afirmó que Schizophrenia presenta canciones «con riffs precisos y rápidos» y «múltiples secciones distintas pero entrelazadas», mezcladas con otras composiciones menos convencionales como el interludio acústico «The Abyss».
Kisser manifestó que Spreading the Disease de Anthrax representó una gran influencia para la estética general del álbum, en especial la canción «Madhouse» y su retrato de la locura. El guitarrista afirmó que quiso aportar a la banda una temática diferente del anticristianismo y el satanismo presentes en las letras de sus dos primeros trabajos discográficos, y aseguró que canciones como «Septic Schizo» y «From the Past Comes the Storms» reflejan «la locura de la gran ciudad, el caos y el estrés». Temáticamente, Sepultura se alejó las letras típicas del black metal para «explorar sus propias mentes, experiencias y entornos», según Kevin Stewart-Panko de la revista Decibel. Igor Cavalera mencionó otros álbumes que influenciaron el cambio de sonido de la banda en ese momento:

1987 fue un año muy progresivo para el metal, con lanzamientos como Into the Pandemonium de Celtic Frost, Killing Technology de Voivod y Under the Sign of the Black Mark de Bathory, así que no fue una sorpresa cómo abordamos Schizophrenia, empujando nuestros límites desde un sonido black/death metal hacia una estética más thrash.

Todas las letras de Schizophrenia fueron escritas por Cavalera y Kisser, excepto la del tema «To the Wall», compuesta por Vladimir Korg de la banda Chakal acerca de una experiencia violenta que tuvieron los miembros de Sepultura al ser detenidos por la policía por no llevar consigo sus identificaciones. La primera canción compuesta fue la maqueta «The Past Reborn the Storms», descrita por Cavalera como «realmente pesada, rápida y maniática». Inicialmente, el músico no se percató de la deficiente traducción en el título, por lo que los ejecutivos de Roadrunner le recomendaron titularla «From the Past Comes the Storms». Kisser contó que para escribir el riff de la canción tomó inspiración de «Chemical Warfare» de la banda estadounidense Slayer, una de sus mayores influencias en ese momento.
«Escape to the Void» fue escrita por Kisser para su banda Pestilence antes de unirse a Sepultura; inicialmente el nombre de la canción era «Escape Into the Mirror». Los temas «R.I.P. (Rest in Pain)» y «Screams Behind the Shadows» ya habían sido escritos por la agrupación antes de la llegada de Kisser, pero sufrieron algunas modificaciones previo a su grabación. La instrumental «Inquisition Symphony» representó una evolución en la composición según Cavalera, pues contiene una mayor cantidad de riffs y una estructura más compleja. El músico describió el proceso de composición en general previo a la llegada de Kisser: «Aún estaba desarrollando mi estilo, copiando música de otros artistas y escribiendo con la ayuda del diccionario. Estaba aprendiendo y creo que por eso la primera canción tuvo el título en inglés equivocado».

## Imagen de portada
Para diseñar la imagen de portada de Schizophrenia, que muestra a un hombre con una camisa de fuerza delante de un espejo roto, la banda entregó como fuente de inspiración al artista gráfico Ibsen, quien trabajaba con la discográfica Cogumelo, una copia de la carátula del disco Blackout de la agrupación alemana Scorpions. Max Cavalera describió la portada de Schizophrenia como una mezcla entre el arte de Blackout y la estética de la película La naranja mecánica. Las fotografías de los cuatro miembros del grupo que aparecen en la carátula trasera fueron tomadas de un concierto en la ciudad de São Paulo. Inicialmente, la banda no quedó satisfecha con el arte, especialmente por el color azul de fondo utilizado por el artista; sin embargo, Kisser confesó años después que aprendió a apreciar esta imagen por pertenecer a su primer álbum publicado a nivel internacional.

## Recepción

### Crítica
En general, el disco obtuvo reseñas positivas de la crítica especializada. Kevin Stewart-Panko destacó la importancia de Schizophrenia en la evolución de Sepultura al afirmar que «los llevó a convertirse en una propuesta internacional y, unos años más tarde, posiblemente en una de las bandas más importantes del metal». Eduardo Rivadavia lo calificó como «el primer lanzamiento de Sepultura que causó sensación entre la crítica y los aficionados internacionales, a la vez que preparaba el terreno para el inminente gran lanzamiento del grupo, Beneath the Remains». Eli Enis de Revolver lo incluyó en la quinta posición de su lista de los mejores álbumes de Sepultura y afirmó que, aunque es un gran disco, presenta a la banda tratando aún de encontrar su sonido. Igualmente, apareció en la sexta casilla en un listado similar elaborado por Adam Brennan de Metal Hammer, quien lo describió como «un salto enorme desde su debut juvenil» y como un álbum que todavía logra conservar su «lúgubre oscuridad».
Jeff Podoshen de la web Metal Injection afirmó que Sepultura «aportó unos ritmos y un groove increíblemente originales en cortes como "Escape to Void" y "To The Wall" que hacían mucho más novedosa la experiencia auditiva en ese entonces». Mörat de Kerrang! manifestó que, aunque Schizophrenia es un buen álbum, «copia en gran medida sus influencias death y thrash metal» y eso lo convierte en un disco inferior sus sucesores, en especial a Beneath the Remains (1989) y Arise (1991).
La regrabación de 2024 también gozó de una buena recepción. Podoshen afirmó en su reseña: «Los Cavalera sabían realmente lo que hacían aquí y, como tal, nos ofrecen un producto elevado que probablemente va a conquistar a toda una nueva generación de oyentes». Greg Prato de Brave Words lo calificó con una puntuación de 7.5 sobre 10 y opinó que «la regrabación es tan explosiva y contundente como el [álbum] original».

### Legado

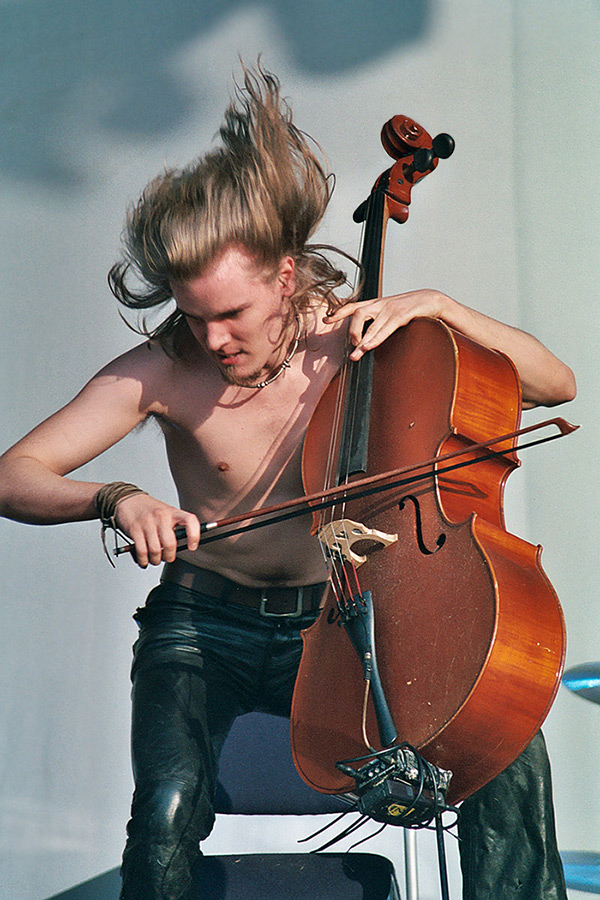
La banda finlandesa de metal sinfónico Apocalyptica grabó una versión de «Inquisition Symphony» y tituló su segundo álbum de estudio con ese nombre.

Para Max Cavalera, el álbum conforma junto con Bestial Devastation y Morbid Visions «la trilogía del tercer mundo», en referencia a que los tres fueron grabados en Brasil, y lo definió como «el experimento death/thrash definitivo». También confirmó que sin Schizophrenia no hubiera sido posible grabar Beneath the Remains. Joe DiVita de Loudwire lo describió como un disco fundamental en el establecimiento del sonido temprano del death metal que influenció a agrupaciones como Cannibal Corpse en sus primeras etapas. Por su parte, Podoshen lo caracterizó como «un momento crucial en la evolución y la historia del thrash». Según James Weaver de la revista Distorted Sound, el álbum «marcó un punto de inflexión para el desarrollo del thrash metal, ya que vio a Sepultura fusionar la frenética energía de sus homólogos thrash europeos con una mordacidad inherente al death metal que sería replicada por bandas en masa en las siguientes décadas».
La banda finlandesa de metal sinfónico Apocalyptica tituló Inquisition Symphony a su segundo trabajo discográfico en 1998 e incluyó una versión de la canción del mismo nombre como la séptima pista del trabajo. La agrupación británica de death metal Napalm Death grabó un cover de «Troops of Doom» en su álbum Leaders Not Followers: Part 2 (2004), reminiscente de la versión grabada por Sepultura en 1990 para la edición internacional de Schizophrenia.

## Lista de canciones
Todas las letras fueron escritas por Max Cavalera y Andreas Kisser, excepto donde se indica. Toda la música fue compuesta por Sepultura.

| N.º   | Título                                 | Duración |  |
| 1.    | «Intro»                                | 0:31     |  |
| 2.    | «From the Past Comes the Storms»       | 4:55     |  |
| 3.    | «To the Wall» (letra de Vladimir Korg) | 5:36     |  |
| 4.    | «Escape to the Void»                   | 4:38     |  |
| 5.    | «Inquisition Symphony» (instrumental)  | 7:13     |  |
| 6.    | «Screams Behind the Shadows»           | 4:48     |  |
| 7.    | «Septic Schizo»                        | 4:31     |  |
| 8.    | «The Abyss» (instrumental)             | 1:01     |  |
| 9.    | «R.I.P. (Rest in Pain)»                | 4:36     |  |
| 37:49 |                                        |          |  |

| Reedición de 1990 | |          |  |
| N.º               | Título | Duración |  |
| 10.               | «Troops of Doom» (regrabación de 1990, música y letras de Igor Cavalera, Jairo Guedz, Max Cavalera y Paulo Jr.) | 3:17     |  |

| Remasterización de 1997 |                                      |          |  |
| N.º                     | Título                               | Duración |  |
| 11.                     | «The Past Reborns the Storms (demo)» | 5:08     |  |
| 12.                     | «Septic Schizo (rough mix)»          | 4:34     |  |
| 13.                     | «To the Wall (rough mix)»            | 5:31     |  |

## Créditos
Sepultura
- Max Cavalera – voz, guitarra rítmica
- Igor Cavalera – batería, percusión
- Andreas Kisser – guitarra líder, bajo (no acreditado)
- Paulo Jr. – bajo (solamente en los créditos)

Personal adicional
- Henrique Portugal – sintetizadores
- Paulo Gordo – violines

Personal técnico
- Tarso Senra – ingeniero
- Gauguim – ingeniero en la pista 10
- Scott Burns – mezcla de la pista 10
- Fabiana – fotografía
- Jeff Daniels – productor (relanzamiento)
- George Marino – remasterización (relanzamiento)
- Don Kaye – notas del disco (relanzamiento)

Fuente: notas del disco.

## Listas de éxitos
| Lista (2022) | Posición más alta |
| ------------ | ----------------- |
| (AFP)        | 34                |